# Hannes Maria Flach

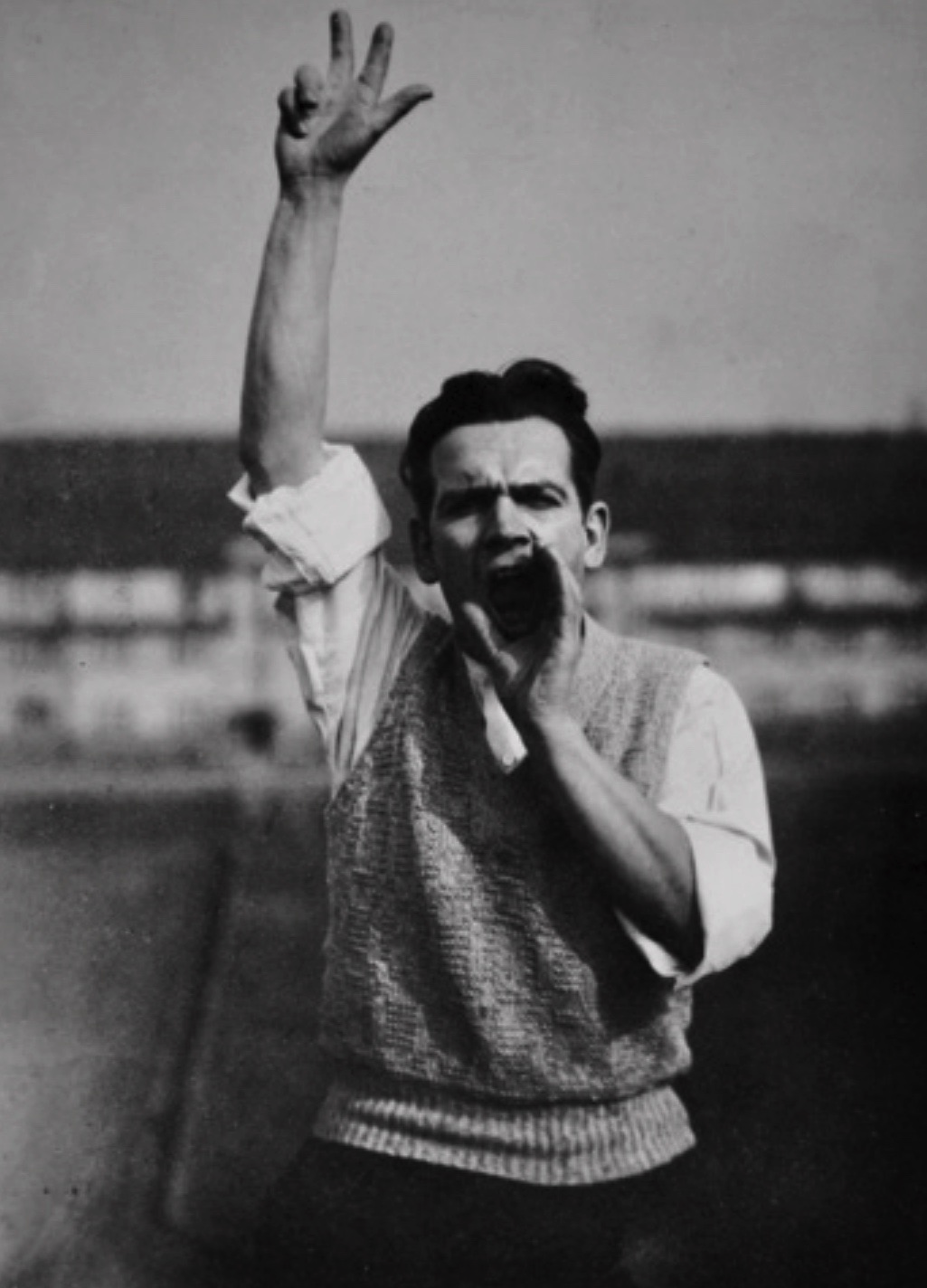
1928: Selbstbildnis als Rufer (Leica)

Hannes Maria Flach (* 3. März 1901 in Köln; † 20. Oktober 1936 ebenda) war ein deutscher Fotograf, Fotokünstler und Fotojournalist.

## Familie und Ausbildung
Er wurde als drittes von fünf Kindern geboren. Nach einer kaufmännischen Ausbildung wurde er von der AEG in Düsseldorf als Handelsvertreter angestellt. 1927 lernte er Lotte Fahrig († 2008) kennen, die er nicht nur fotografierte, sondern ihr auch über einhundert Liebesbriefe widmete. Neben seiner Ausbildung begann er um 1920 zunächst als Amateur, sich in das ihm sehr reizvoll erscheinende Metier der Fotografie einzuarbeiten. Schon bald gewann er erste Preise; an Ausstellungen beteiligte er sich ab etwa 1925. Er experimentierte u. a. mit Selbstbildnissen und gegenständlichen Installationen.

## Berufliche Entwicklung

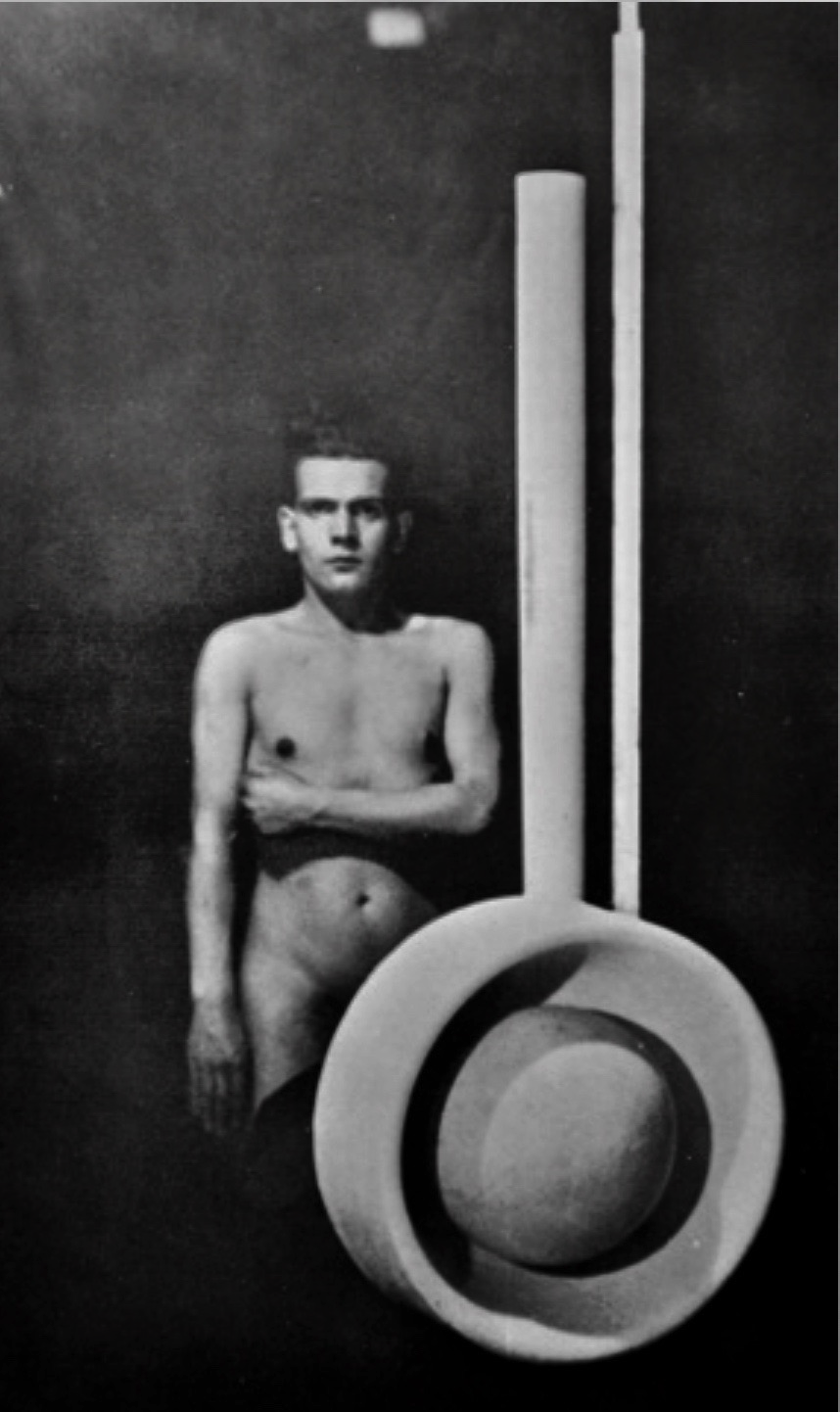
Ca. 1925: Selbstbildnis (Akt) mit Leica

1930 gab er seinen bisherigen Beruf als Handelsvertreter auf und wechselte in die berufsmäßige Fotografie. Fotografisch orientierte er sich am Stil so bedeutender Zeitgenossen wie László Moholy-Nagy und Alexander Michailowitsch Rodtschenko. Sein Stil entsprach der Neuen Sachlichkeit. In dieser Zeit hatte er sein Atelier in Köln-Zollstock, Innere Kanalstraße 110. Von dort aus arbeitete als freier Bildjournalist. Er kam in Kontakt mit den Kölner Progressiven, denen er schließlich nahe stand.
Er porträtierte 1928 die Düsseldorfer Kunsthändlerin Johanna Ey, 1931 beispielsweise Heinrich Hoerle, Marta Hegemann mit ihrem Ehemann Anton Räderscheidt, fotografierte u. a. in Berlin, Düsseldorf und Köln. Flach und August Sander bzw. Flach und Franz Joseph Esser porträtierten sich jeweils gegenseitig. Flach und Esser dokumentierten 1930 einen mindestens zweitägigen gemeinsamen Ausflug an den Niederrhein.
1932 fand seine erste Einzelausstellung im Kölner Kunstgewerbemuseum am Hansaring statt. 1934 zog er in eine größere Wohnung am Kölner Neumarkt in einer weiter oben gelegenen Etage, von der aus er etliche Fotos des belebten Neumarkts anfertigte.
Möglicherweise unter dem Eindruck der Machtabtretung an die Nationalsozialisten verfasste Flach am 13. Juli 1933 in Köln-Zollstock sein Testament, für einen erst 32-jährigen eher ungewöhnlich. Darin formulierte er einen Wunsch: „… nett wäre es auch eine sammlung meiner besten arbeiten anzulegen – da ich da doch nie in meinem leben dazu komme“. Alle Negative vermachte er seiner Laborantin Martel Klein-Conrad zum Ausgleich nicht honorierter Laborarbeit. Seine gesamte übrige Hinterlassenschaft überschrieb er Luise Charlotte „Lotte“ Fahrig, die nach ihrer Heirat im Jahr 1940 Großimlinghaus hieß. Diese übernahm sein Mobiliar und die sonstige Habe nach Krefeld, wo sie als Lehrerin wirkte.
Flach wurde 1936 im Alter von 35 Jahren in der Kölner Stolkgasse wohl von einem SA- oder SS-Mann erstochen, vermutlich im Streit um ein Taxi.

## Nachruhm
1980 wurde Flachs ehemalige Laborantin auf die ihm gewidmete Ausstellung aufmerksam; sie sandte sämtliche Negative aus Flachs ehemaligem Bestand an Lotte Großimlinghaus, so dass sein Nachlass an einer Stelle zusammengeführt werden konnte, soweit nach kriegs- und altersbedingten Verlusten noch vorhanden. Von rund 1.200 Rollfilmen sind noch etwa 950 erhalten, ca. 30.000 Aufnahmen.

## Porträts

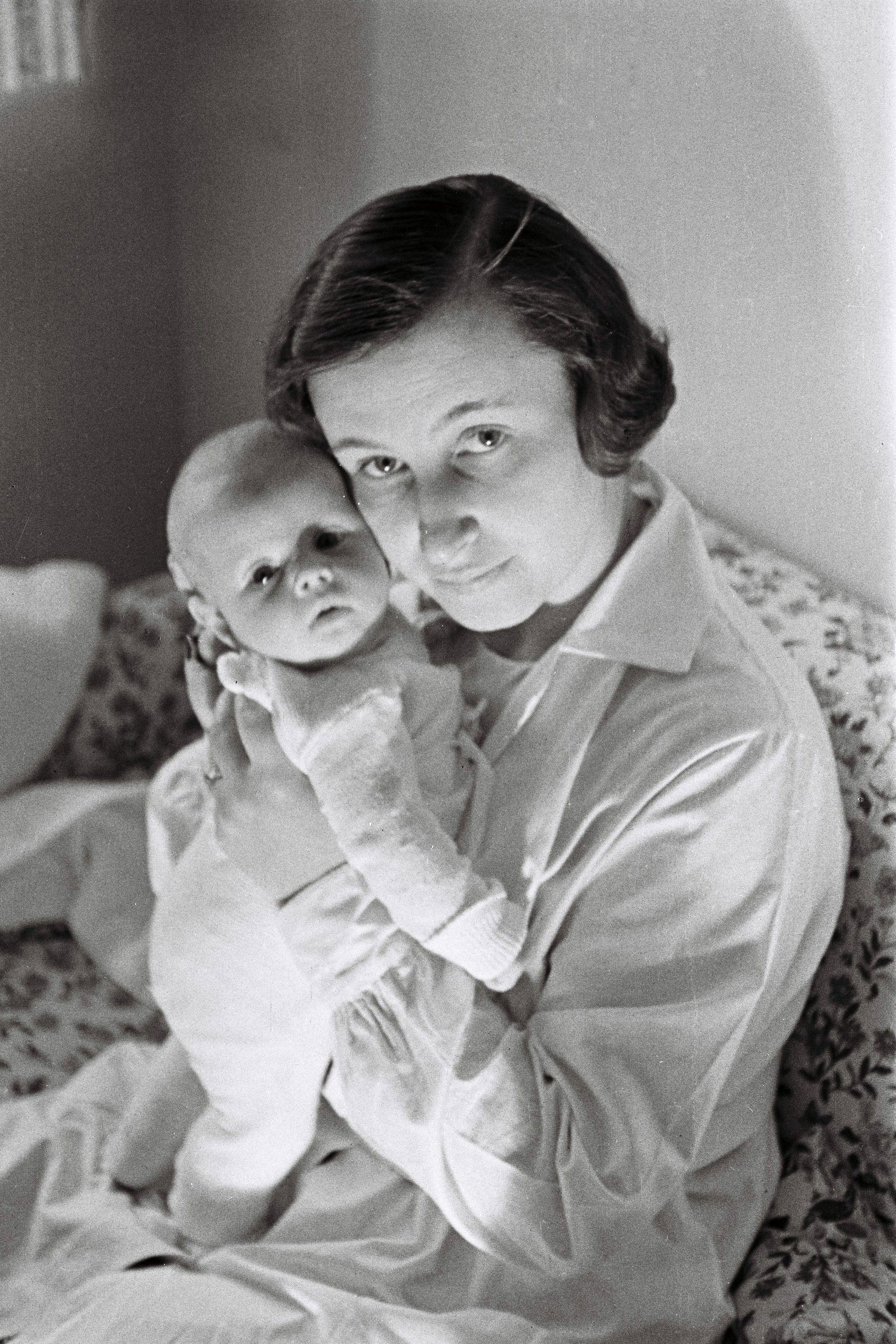
Ilse Salberg mit Tochter Brigitte, Köln 1932

Hannes Maria Flach wurde verschiedentlich porträtiert, so von Heinrich Maria Davringhausen, Franz Joseph Esser, Anton Räderscheidt, Ilse Salberg und August Sander.

## Ausstellungen
- 1932 – „Hannes Maria Flach“, Kunstgewerbemuseum Köln, Hansaring
- 1975 – „Vom Dadamax zum Grüngürtel“, Kölnischer Kunstverein (Fotografien von Hannes Maria Flach, Werner Mantz, August Sander und Raoul Ubac, Werke der Kölner Progressiven)
- 1980 – „Hannes Maria Flach“, studio dumont, Köln
- 1983 – „Hannes Maria Flach“, Museum Ludwig, Köln

## Weblink
- Hannes-Maria-Flach-Archiv, Köln